# Couronne de vautour
La couronne de vautour est une ancienne couronne égyptienne portée par les grandes épouses royales et les femmes pharaonnes. La couronne de vautour est une couronne qui représente un vautour, avec ses deux ailes suspendues de part et d'autre de la tête. C'est un symbole de protection de la déesse vautour Nekhbet, qui porte souvent cette couronne lorsqu'elle est représentée sous une forme anthropomorphique. Ces couronnes étaient fréquemment portées par la Grande épouse royale, les prêtresses de haut rang et les femmes pharaonnes. Ces couronnes étaient aussi parfois équipées de l'uræus, représentant à la fois la Haute (Nekhbet) et la Basse-Égypte (l'uræus).

## Galerie

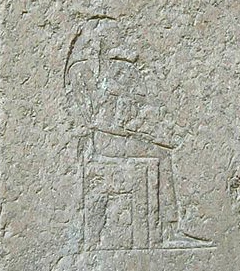
Relief de Khentkaous Ire assise sur le trône avec une couronne de vautour, Ve dynastie, Pyramide de Khentkaous Ire, Gizeh
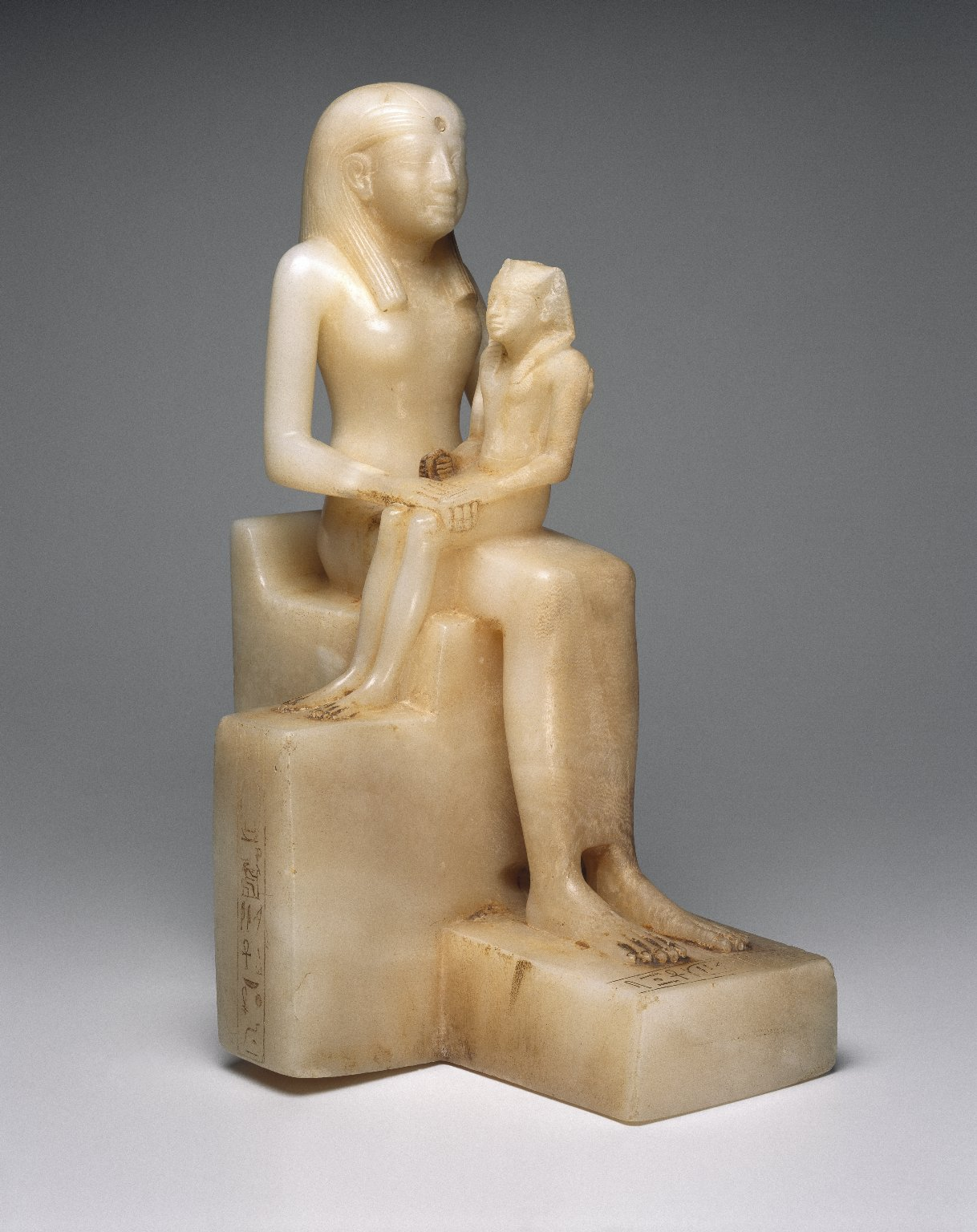
Ânkhésenpépi II portant une couronne de vautour tandis que son fils, le pharaon Pépi II est assis sur ses genoux. VIe dynastie, albâtre, Brooklyn Museum.
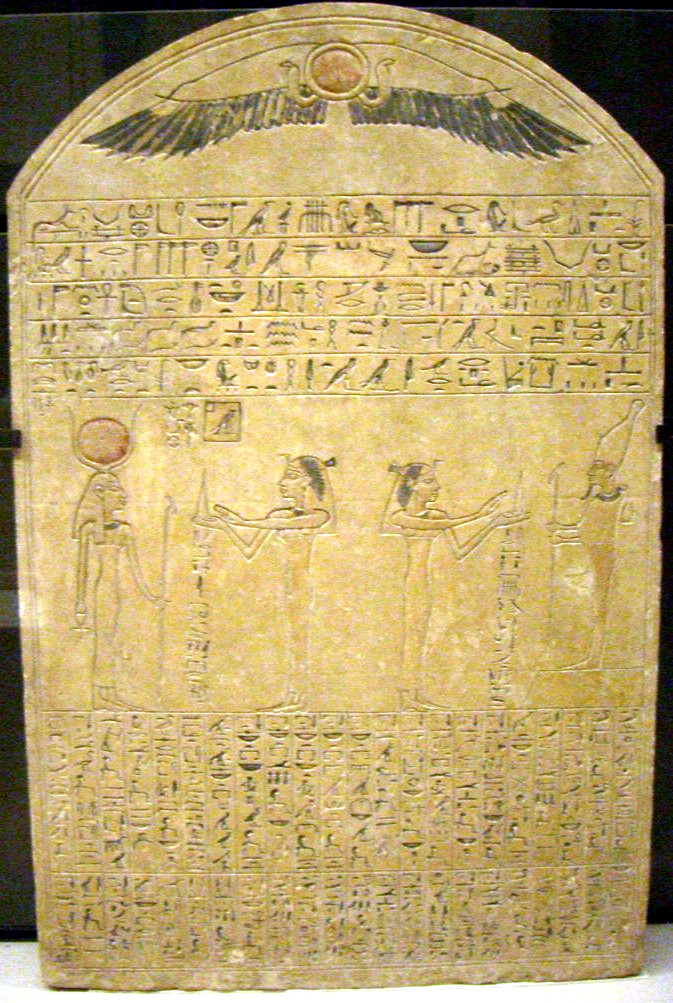
Stèle de la reine Noubkhaes de la XIIIe dynastie sur laquelle elle est représentée faisant des offrandes à Hathor et Osiris, Musée du Louvre
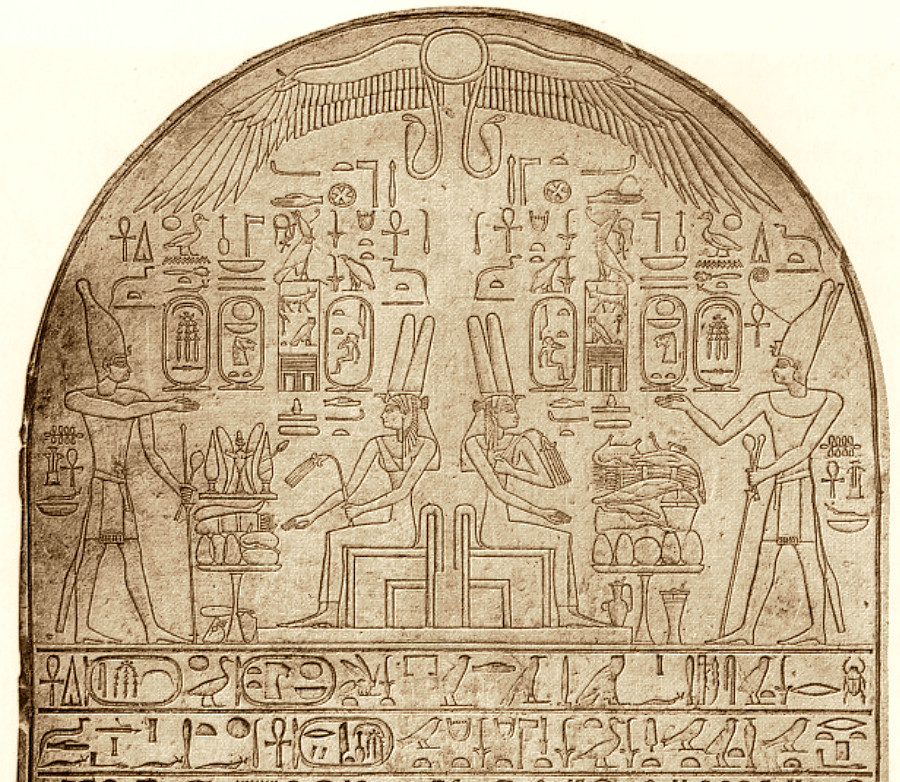
Stèle honorant Tétishéri, grand-mère d'Ahmôsis Ier, à Abydos, XVIIIe dynastie, Musée égyptien du Caire
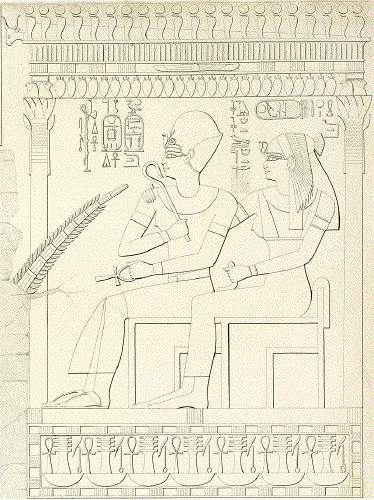
Esquisse d'une peinture provenant d'une tombe de Cheikh Abd el-Gournah représentant Mérytrê-Hatchepsout avec son mari Thoutmôsis III, XVIIIe dynastie
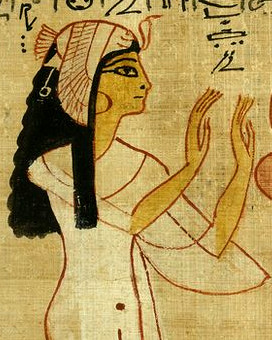
Nedjemet, épouse du Grand prêtre d'Amon Hérihor, portant une couronne de vautour. Livre des morts de Nedjemet, XXIe dynastie
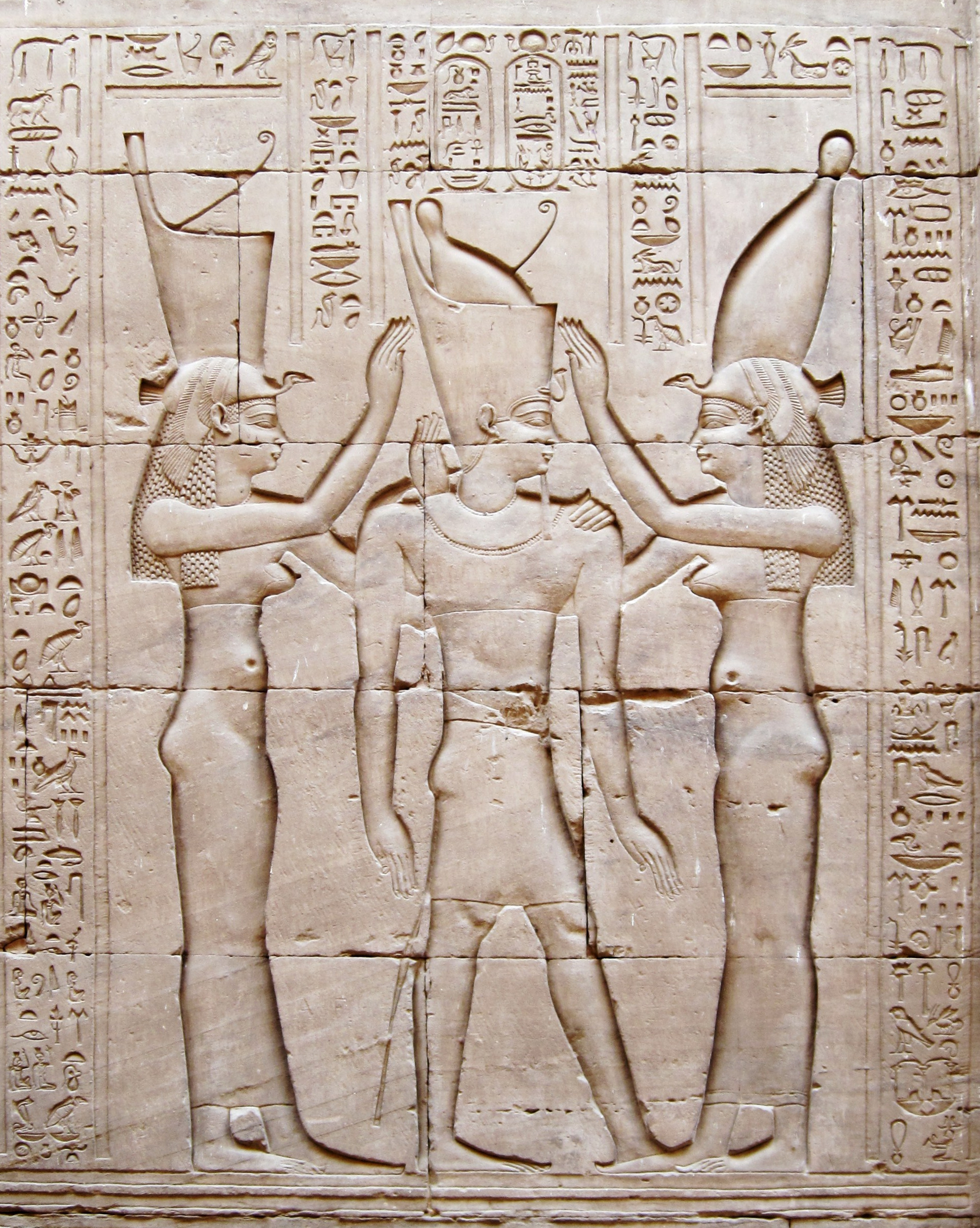
Les déesses Ouadjet et Nekhbet portant des couronnes de vautours avec les couronnes Decheret et Hedjet lors du couronnement de Ptolémée XIII, Période ptolémaïque, Temple d'Edfou.